# Rhombodera basalis
Rhombodera basalis – gatunek modliszki z rodziny modliszkowatych.  
Przedstawiciele tego gatunku występują m.in. w Indiach, Malezji, Indonezji (Jawa), Tajlandii. Modliszki te żyją na drzewach oraz w zaroślach. Długość ich życia różni się od płci, przy czym samice żyją do dwóch lat, natomiast samce – do 1,5 roku.